# Lasianthus filipes
Lasianthus filipes là một loài thực vật có hoa trong họ Thiến thảo. Loài này được Chun ex H.S.Lo mô tả khoa học đầu tiên năm 1993.